# Yu Zhengsheng
Yu Zhengsheng (chinois simplifié:俞正声; chinois traditionnel:俞正聲; pinyin: Yú Zhèngshēng; né en avril 1945) est un membre important du Parti communiste chinois, membre de son Politburo depuis 2002, et chef actuel du Parti de la ville de Shanghai, la ville la plus peuplée de Chine. Depuis le 15 novembre 2012, il est membre du Comité permanent du Bureau politique du Parti communiste chinois. Il a été membre du Politburo de 2002 à 2017.

## Biographie
Yu est né à Shaoxing, province de Zhejiang. Dans les années 1990, il a été le maire de la ville de Qingdao et de Yantai. En 1992, il a perdu son élection au Comité central du PCC, et ensuite il est devenu le chef du Parti de Qingdao. De 1998 à 2001, il a été le Ministre de la Construction dans le gouvernement de Zhu Rongji. De 2001 à 2007, il a été le chef du Parti de la province de Hubei. Il préside également le Conseil chinois pour la promotion de la réunification nationale pacifique.

## Famille
Yu Zhengsheng est le fils de Yu Qiwei (1911-1958), plus connu sous le nom de Huang Jing, un homme politique communiste. Ce dernier a été secrétaire du parti de Tianjin et le premier mari de Jiang Qing, la dernière femme de Mao Zedong.
La mère de Yu Zhengsheng est Fan Jin, elle a été maire adjointe de Pékin. De plus, Yu Zhengsheng a des liens de parenté avec Yu Dawei, lequel est parent par alliance des enfants de Chiang Ching-kuo (ancien président de la république de Taïwan, fils de Chiang Kai-shek) et a occupé le poste de ministre de la Défense à Taïwan. Le beau-père de Yu Zhengsheng est Zhang Aiping, qui a été secrétaire adjoint de la Commission militaire centrale du Parti communiste chinois, vice-Premier ministre et ministre de la Défense.
Son frère Yu Qiangsheng s'est réfugié aux États-Unis en 1985.